# آلدرین
آلدرین با ال‌دی ۵۰ ۶۷ (L.D.۵۰= ۶۷ mgkg-۱) جزء سموم کلره است و به نام جسم ۱۱۸ نیز نامیده می‌شود. آلدرین به عنوان یک نوروتوکسین شناخته می‌شود و تاثیر آن متوجه سیستم عصبی جاندار می‌شود. خاصیت سمی آلدرین برای حشرات بسیار زیاد است ولی در عوض خاصیت پایداری آن کوتاه است. این حشره‌کش مانند لیندان دارای خاصیت تدخینی (تنفسی) نیز است، یعنی از طریق راه تنفسی وارد بدن حشره می‌شود و به علت سمیت زیاد آن برای انسان و حیوان مصرف آن کم است. 
آلدرین باعث تحریک و قرمزی پوست می‌شود.